# 劉禅
劉 禅（劉 禪、りゅう ぜん）は、三国時代の蜀漢の第2代皇帝。魏に降伏したため、皇帝としての諡は本来ないが、漢の後継を称する劉淵によって諡を贈られた。

## 生涯

### 誕生
207年（建安12年）、父の劉備が劉表に身を寄せ、荊州の新野にいた時に側室の甘氏との間に生まれた。翌208年に曹操が荊州を攻めた際に、趙雲に救われて九死に一生を得た（長坂の戦い）。孫夫人が、劉禅を連れて呉へ帰ろうとしたことがあったが、張飛と趙雲によって奪還されている。劉備が益州の地を奪い、さらに漢中を攻め取って漢中王になると太子になった。
221年（章武元年）の夷陵の戦いにおいては、呉の孫権の征伐に赴いた劉備に成都の留守を任された。劉備が夷陵において敗退すると、益州で反乱が勃発するが、諸葛亮らの働きでこれを鎮圧している。

### 皇帝即位
223年（章武3年）、父の劉備の崩御に伴い17歳で皇帝に即位すると、諸葛亮らに政務を任せて国を守った。諸葛亮は蔣琬や費禕、李邵や他多くの人材を招聘して夷陵の戦いで失った人材を補充し、225年（建興3年）、南征を起こして蜀南部を安定させた。その後北伐を起こし、228年（建興6年）の街亭の戦いは馬謖の抜擢が裏目に出るものの、229年（建興7年）には武都・陰平の2郡を陥落させ、蜀に組み込むことに成功する。それに反撃するために魏は230年（建興8年）に大規模に侵攻し、子午の役を起こすものの長雨のために失敗し、一方蜀側は魏延や呉懿を涼州方面に出撃させ、郭淮らを撃退する戦果を得た。翌231年（建興9年）、再び北伐を起こすものの、兵糧不足で撤退した。しかし司馬懿らを会戦で撃退して3千の敵兵を討ち取り、追撃してきた張郃を討ち取った。この時、輸送の失敗と、それをごまかして罪を転嫁しようとした李厳を、諸葛亮の上奏にもとづいて罷免している。その後、3年間の国力回復後、234年（建興12年）に再び北伐を起こすものの、魏との対陣中に諸葛亮は死去した。劉禅は白い喪服を着て3日間哀悼の意を表し（『華陽国志』「広漢士女」による）、その死を喜び上表した李邈を怒りに任せ処断している。蔣琬や費禕・董允などの能吏に支えられ国を維持していた。劉禅自身の行為としては、後宮の人員増員を要請したり、遊興や行幸したという記録が多く残っており、董允や譙周に諫言されている。

### 諸葛亮の死後
237年（建興15年）に皇后の張氏（敬哀皇后）が没し、238年（延熙元年）にその妹を新たに皇后とした（単に張皇后と呼ばれる）。
諸葛亮の死後、その遺表を遵守し荊州閥で北伐推進派の蔣琬を録尚書事・大将軍に任じた。238年（延熙元年）には漢中に幕府を開かせ、成都の政は益州閥で北伐慎重派の費禕に一任した。蔣琬は漢水を下って上庸へ侵攻する作戦を立てたが、己の持病が続発したため実行に移せないでいた。
241年（延熙4年）10月、蔣琬に否定的な衆論を劉禅は費禕と姜維を遣わし伝達させ、漢中で3者は代替となる涼州侵攻策を作成、243年（延熙6年）に上奏し裁可された。同年10月、姜維が涼州刺史に就任し蔣琬は涪に駐屯した。
244年（延熙7年）に曹爽・夏侯玄の率いる魏軍が漢中に侵攻し、魏延が生前に秦嶺山脈中に築いた数多の陣地に拠った王平の督戦で撃退に成功した。費禕が魏の退路を断ったため、魏は大いに苦戦しながら撤退し、輸送用の牛や馬のほとんどを失い、羌族が大いに動揺したという。
病が篤くなった蔣琬は董允と同じ246年（延熙9年）に没し、後任に就いたのは諸葛亮の遺表通り費禕であった。蔣琬から費禕に至るまで、本人が外地に在っても国家の恩賞・刑罰は全て両者に諮問してから実行された。北伐推進派の姜維が出兵を申出ても、管轄する北伐慎重派の費禕は大敗に備え1万以下の兵しか与えなかった。『魏略』では蔣琬の死後から劉禅が自ら政治をみるようになったとあるが、大赦を濫発するなど政治は弛緩し宮中は奢侈に流れた。また董允の死が、それまで抑えられていた宦官の黄皓の台頭を許してしまった。劉禅の黄皓への信用は高く、弟の劉永ですら黄皓のために宮中から遠ざけられる状況であった。
247年（延熙10年）に隴西で魏に対する羌族の大きな反乱があり、姜維はこれを機に隴西に出撃するも、少数の兵では大きな戦果を得られなかった。一方で魏軍に破られ、降伏を申し込んできた治無載や白虎文ら反乱軍を蜀に迎え入れ、それを阻止しようとした郭淮らの撃退に成功している。
248年（延熙11年）に王平が没すると費禕が後任で漢中に駐屯する事になった。
249年（延熙12年）に夏侯覇が蜀漢に亡命してきた。劉禅は夏侯覇と会見し、「あなたの父君（夏侯淵）は戦陣の中で命を落とされたのだ。私の父が殺したのではないぞ」と言い、自分の子供を指さし示して、「この子は夏侯氏の甥にあたる」と言った。かくして、手厚く爵位恩賞を賜った。
251年（延熙14年）夏に費禕は成都に帰還するも、「都には宰相の位が見当たらぬ」との占断で冬には北の漢寿（葭萌関）に駐屯、2年後に其処で正月の宴席で魏の降将郭循によって刺殺された。先の占断は宰相の死を予言する物であった。
費禕の死を承け、国政を陳祗に輔弼された姜維がたびたび大規模な北伐を遂行（姜維の北伐）した。254年（延熙17年）には狄道太守李簡の降伏により、隴西の3県を落として敵将徐質を討ち取り、3県の住民を連行して帰還した。255年（延熙18年）に再び出撃し、魏の王経の軍を大破して数万の敵兵を討ち取り、魏でも「危うく1州を失う所だった」と言われるほどの大戦果を得たが、256年（延熙19年）段谷の戦いで鄧艾に大敗したのをきっかけに北伐はとん挫し、また連年の出兵で国力は疲弊した。258年（景耀元年）に陳祗が没すると、後任と謂うべき才を持つ者は存在せず、宦官の黄皓が政治の実権を執るようになった。
260年（景耀3年）には、関羽や張飛といった建国の功臣や夏侯覇に諡号を追贈した。翌年には諸葛亮の子の諸葛瞻が取り立てられ、諸葛瞻・董厥・樊建は政務を担当したが、黄皓の権力の掣肘とはならず、お互いを庇うのが精いっぱいであり、政治の乱れを矯正できなかった。黄皓は閻宇と結託して姜維と閻宇を交代させようと画策した。262年（景耀5年）には姜維が黄皓の専横を憎んで、除くよう劉禅に上表したが拒否され、自分の身を危うんだ姜維は外地に駐屯し、成都に帰還できなくなった。諸葛瞻・董厥は、姜維が戦争での功績がない事と国内の疲弊を理由に姜維を前線から召還して益州刺史とし、その軍事権を奪うように劉禅に上奏すべきと考えていたという。

### 蜀漢の滅亡
263年（炎興元年）に魏の軍勢が蜀に大規模な攻勢をかけると、姜維は援軍を求めた。しかし黄皓は敵が来ないという占いを劉禅に信じさせたため、防衛は後手に回り、陰平方面から迂回して進軍してきた魏軍が、江油の馬邈を降参させた。さらに綿竹で諸葛瞻が討ち取られると抵抗の手段を失い、南方か呉への逃亡を図ろうとしたが、結局は北伐反対派で益州閥の譙周の勧めに従い降伏した。劉禅は、降伏するときの仕来りに則り、自らの身を縛りあげ、棺を担いだ姿で、自ら魏軍の鄧艾の元を訪れたという。
このとき五男の北地王劉諶が抗議で一家心中している。また、魏の将軍に略取されそうになった愛妾の李昭儀が自害したという。
264年（景元5年）、魏軍内紛の際に姜維より蜀再興の手紙を渡されたというが、結局反乱は失敗し、このとき姜維ら旧臣の多くと太子の劉璿を失った。劉禅は生き残った子たちと共に洛陽に移送された。伴をした家臣は郤正などわずかな者だけであったといわれる。また、洛陽で司馬昭に宴会に招かれた際の逸話が『漢晋春秋』に載っている（後述）。

### 安楽公
その後、先祖代々の土地である幽州の安楽県で安楽公に封じられた。長男の劉璿には先立たれていたため、後継者を決めることになったが、次男の劉瑤を差し置いて、六男の劉恂を後継にしようとしたため、旧臣の文立に諌められた。271年（泰始7年）に65歳で死去した。西晋によって、思公と諡された。
安楽公を継いだ劉恂は、道義を失う振る舞いを度々行い、旧臣の何攀・王崇・張寅に「以前に亡き文立忠言を振り返って、ご自身の振る舞いを改めてくださいませ」と諫言されたという。最後は永嘉の乱に巻き込まれ、劉恂も含めて一族皆殺しにされた。そのため、劉禅の直系子孫は断絶することとなった。弟の劉永の孫（劉禅の従孫にあたる）の劉玄だけが生き延びて、成漢を頼ったという。

### 孝懐皇帝
五胡十六国時代の前趙の創建者・劉淵は、匈奴と漢氏とは甥の関係であるとし、自らを前漢・後漢のみならず蜀漢の後継者と称した。そのため、劉禅を孝懐皇帝と追尊したという。

## 后妃
- 正室：敬哀皇后 - 張飛長女
- 継室：張皇后 -  張飛次女
- 側室：王貴人 -  敬哀皇后の侍女
  - 長男：皇太子 劉璿
- 側室：李昭儀（中国語版）
- 生母不詳の子女
  - 次男：安定王 劉瑤　
  - 三男：西河王 劉琮　
  - 四男：新平王 劉瓚　
  - 五男：北地王 劉諶　
  - 六男：新興王 劉恂 -  晋の第2代安楽公
  - 七男：上党王 劉璩
  - 女子：諸葛瞻夫人
  - 女子：費恭（費禕の子）夫人
  - 女子：関統夫人

## 逸話
蜀漢が滅んだ後のこととして、蜀書後主伝の裴松之註に引く『漢晋春秋』には以下のような逸話が記されている。
宴席で蜀の音楽が演奏されて、蜀の旧臣が落涙していたときにも劉禅は笑っていた。それを見た司馬昭は、「人はここまで無情になれるものなのか。あの諸葛亮でさえ補佐し切れなかったのだから、姜維には尚更無理であったろうよ」と賈充に語った。賈充はそうでなければ殿下はどうして蜀を併合できましたでしょうかと答えた。また、司馬昭が劉禅に「蜀の地を思い出しますかな？」と尋ねたところ「いいえ、ここは楽しく、蜀を思い出す事はありませぬよ」と答えた。これには家来のみならず、列席していた将たちさえも唖然とさせられた。傍に居た郤正は、「あのような質問をされたら、『先祖の墳墓も隴・蜀にありますので、西の国を思って悲しまぬ日とてありませぬ』とお答えください」と諫めた。司馬昭は再度同じことを質問したところ、これに対し劉禅は事前に言われた通りに答えた。「これは、郤正殿が仰った事と全く同じですな」と司馬昭に言われ、劉禅は驚いて「はい、仰る通りです」と答えて大笑いになった。この逸話から「どうしようもない人物」指す「扶不起的阿斗（助けようのない阿斗）」ということわざが生まれた（「ことわざ」を参照）。
なお、郤正は劉禅が魏に降伏する際には降伏文書を書き、また洛陽に移送された時は、妻子を捨てて劉禅に付き従った人物であり、劉禅は郤正の助力を得て、魏において落ち度なく振舞うことができたので「郤正を評価することが遅かった」と後悔したという。
貧家の生まれながら若い頃から士気勇壮な人物として知られ、民から慕われ、知略にも長けた張嶷が、晩年に重病で歩行も困難な状態に陥りながら従軍することとなる。その最後の戦役の出立に際して、張嶷は劉禅に「臣は陛下の恩寵を受けながら、病によっていつ死ぬかわからぬ身となってしまいました。急に世を去りでもして、ご厚恩に背きはしないかといつも恐れておりましたが、今日こうして願いが叶い、軍事に参加する機会を得ました。仮に涼州を平定したならば、臣は外にあって逆賊を防ぐ守将となりましょう。しかしながら、もし不運にも勝利を得られなかったならば、我が命を捧げ国家のご恩に報いる所存でありまする」と別れの言葉を述べ、劉禅はその言葉に涙を流したという。

## 人物
後主伝の本文において、劉禅自身が為政者として国の重大な政治事件について取った能動的行動は、「政治は葛氏に任せ自分は祭祀を行う」との宣言（『魏略』）や魏に対する降伏以外では殆ど無く、呉との同盟復活や南蛮の反乱鎮圧、皇帝を称した呉との関係修復、相次ぐ北伐、244年の魏による蜀侵攻などといった、蜀の抱えた重要な政治課題、軍事課題について劉禅が何かを判断した形跡はほとんど見られない。
諸葛亮が死去し喪に服した際に、臣下の李邈が「諸葛亮は大軍を率いて隙をみて裏切ろうとしていた節があります。彼の死は皇室御一家にとって禍が去り、安泰になった証拠であります。これは国中で祝賀すべきことで、葬儀をすべきことではありません」と述べた。激怒した劉禅は彼を即座に処刑した、とある（『華陽国志』「広漢士女」）。
同時期に魏延が反乱を起こした際は、その三族を処刑し、また劉備以来の臣下であった劉琰を、劉琰の妻に対する暴行を理由に処刑している。しかし、廖立に対しては、諸葛亮が廖立の非を上奏したのを受けて発した詔勅は、廖立を死刑にするのは忍びないという理由で、庶人に落とした上に、汶山郡に流刑にしている（『諸葛亮集』）。
魏延と争い、これを鎮圧した功績が大きいと思った楊儀が待遇に不満を持ち、同じく閑職に在った費禕に「かつて丞相（諸葛亮）が亡くなった際に、軍を率いて魏についていたら、こんな風に落ちぶれることはなかったろうに」と漏らした。高官への復職を企んでいた費禕が、それを劉禅に密奏したために、劉禅は楊儀を庶人に落とし漢嘉郡に流罪とした。これを根に持った楊儀は、流刑地から他人を誹謗する激越な内容の上書を送り続けたため劉禅らはついに楊儀を拘束した。捕らえられた楊儀は自殺したが、その妻子は成都に戻ることを許した。

## 評
蜀への使者を務めた呉の薛珝は、孫休に蜀の統治について尋ねられた際、「主君は暗愚で己の過ちを知らず」と評している。
『三国志』の撰者陳寿は、「賢れた宰相に任せている間は理にそった君主となったが、宦官に惑わされて昏闇の後となった。白い糸は染められるままに何色にも変ずる」（「周りの人間が有能なら善く、悪かったら駄目になるような人間である」という主旨で、これは桓公 (斉)と同じである）、「諸葛亮が補佐した12年間は改元もせず、あれほど出兵しながらも、濫りに恩赦を行うことも無かった。なかなか出来ないことだ。しかし諸葛亮が没して後、そうしたやり方も崩れていった。優劣は歴然としている」と評している。
『華陽国志』も「中興の器に非ず」と低く評価している。
なお、『晋書』「李密伝」で蜀の旧臣でもある李密は、名臣を信じて成功し、奸臣を信じて失敗したことを例に出し、劉禅を「斉の桓公に次ぐ」と述べている。
かつて劉禅の像が成都の武侯祠に存在したが、嫌悪されること甚だしく、その像は何度も破壊された（何度か再建されている）という。涿県（現在の河北省保定市涿州市）の三義宮には、「小三義殿」という場所があり、そこに、関興・張苞とともに祭られている。
結果として弱小の蜀漢を引き継いで40年間存続させたこと、これを支えた功臣も何度か世代交代していること、国力を衰退させ自国を滅ぼしたこと、それぞれその要因となった臣を重用していたことは事実である。

## 『三国志演義』における劉禅
小説『三国志演義』では、母親が妊娠中に北斗七星を呑む夢を見たということから、幼名を「阿斗」と名付けられる。
諸葛亮の謀反を疑って彼を北伐の前線から召還したり、魏と内通した黄皓にいわれるがまま、姜維をやはり前線から呼び戻し、しかも黄皓を庇うなど暗君としての印象がより一層強い。また、諸葛亮が召還された際に、劉禅の酒に溺れ肥えた体を見て、蔣琬や費禕らに劉禅の教育を厳しく行うよう命じている。前述の『漢晋春秋』の逸話も、劉禅の暗君ぶりを示すために三国志演義に記されているが、一連の会話の後で司馬昭が｢なんという男だ。こんな男が君主では、孔明が生きていたとしても蜀の運命はどうにもならなかっただろう｣ と嘆く描写が追加されている。

## ことわざ
現在の中国語では「どうしようもない人物」を「扶不起的阿斗（助けようのない阿斗）」という。これは本項「逸話」の部分にあるように、洛陽の生活を満喫し、酒宴の席上において劉禅が司馬昭に「蜀のことなど恋しくありません」と発言したのを見た人が「これでは諸葛亮が生きていてもどうしようもない（扶不起）」と軽蔑した故事にちなむ。現代は、他人のことを指すより不甲斐ない自分を嘆く自嘲的な言葉として使用される場面が多い。

## 伝記史料
- 『三国志』巻33 後主伝
- 『華陽国志』巻7 劉後主志